# Soyuz MS-05
Soyuz MS-05 foi uma missão de uma nave Soyuz à Estação Espacial Internacional e a 134ª missão do programa russo Soyuz iniciado em 1967. Ela transportou  três astronautas, um russo, um norte-americano e um italiano à ISS, onde se integraram à tripulação residente levada no voo anterior, Soyuz MS-04, completando a Expedição 52 na estação. Durante a estadia em órbita os tripulantes também integraram a Expedição 53. A nave permaneceu acoplada à estação neste período servindo como veículo de escape de emergência. O lançamento da espaçonave ocorreu em 28 de julho de 2017. Esta missão também marcou o 60º lançamento feito por um foguete Soyuz-FG desde que ele entrou em serviço em 2001.

## Tripulação
| Posição             | Cosmo/Astronauta |
| ------------------- | ---------------- |
| Comandante          | Sergei Ryazansky |
| Engenheiro de voo 1 | Randy Bresnik    |
| Engenheiro de voo 2 | Paolo Nespoli    |

## Insígnia
Diferente de todas as missões anteriores, onde a insígnia era criada por um artista em conjunto com a tripulação, em outubro de 2015 os tripulantes da MS-05 resolveram fazer um concurso internacional para a escolha de seu emblema. Um mês depois, já haviam recebido mais de 700 desenhos; as opções eram tantas que os tripulantes resolveram adiar a data de anúncio da escolha por mais um mês para uma melhor avaliação. A insígnia escolhida foi criada pela russa Anastasia Timofeyeva, da cidade de Yekaterinburg, Rússia, com a finalização feita por Luc van den Abeelen, tradicional criador dos emblemas das missões Soyuz à ISS.
O emblema mostra uma imagem frontal da Soyuz, encimada pela logomarca da Roscosmos, no momento em que se prepara para acoplar com a ISS. Num círculo proeminente, o deus grego dos ventos do norte, Bóreas, é mostrado, já que seu nome é o sinal de chamada da expedição. Em primeiro plano, o dispositivo de navegação da cruz de acoplagem aparece como visto pela tripulação durante a ligação com a instalação orbital. A constelação de Escorpião aparece em segundo plano, como uma referência ao sinal da estrela do comandante da nave espacial. Três estrelas ao fundo simbolizam os três tripulantes cujos nomes são mostrados na borda do emblema, em fundo cinza, com suas respectivas bandeiras nacionais ao lado. Na parte inferior do círculo azul, está o nome da missão, em alfabeto cirílico e alfabeto romano.

## Lançamento e acoplagem
A nave foi lançada no topo de um foguete Soyuz-FG às 15:41 UTC (hora local 21:41) do Cosmódromo de Baikonur, Casaquistão, numa viagem de cerca de seis horas até a ISS. Depois de quatro órbitas ao redor da Terra, a nave acoplou-se no módulo Rassvet às 21:54 UTC.

## Desacoplagem e pouso
Em 14 de dezembro de 2017, após o encerramento da expedição, a Soyuz desacoplou do módulo de acoplagem Rassvet da ISS às 05:14 UTC, começando a viagem de volta para a Terra onde, depois da separação do módulo de comando com os tripulantes dos demais módulos ejetados que compõem a nave a cerca de 140 km de altitude, a cápsula pousou com a tripulação em segurança às 08:38 UTC nas estepes do Casaquistão.

## Galeria

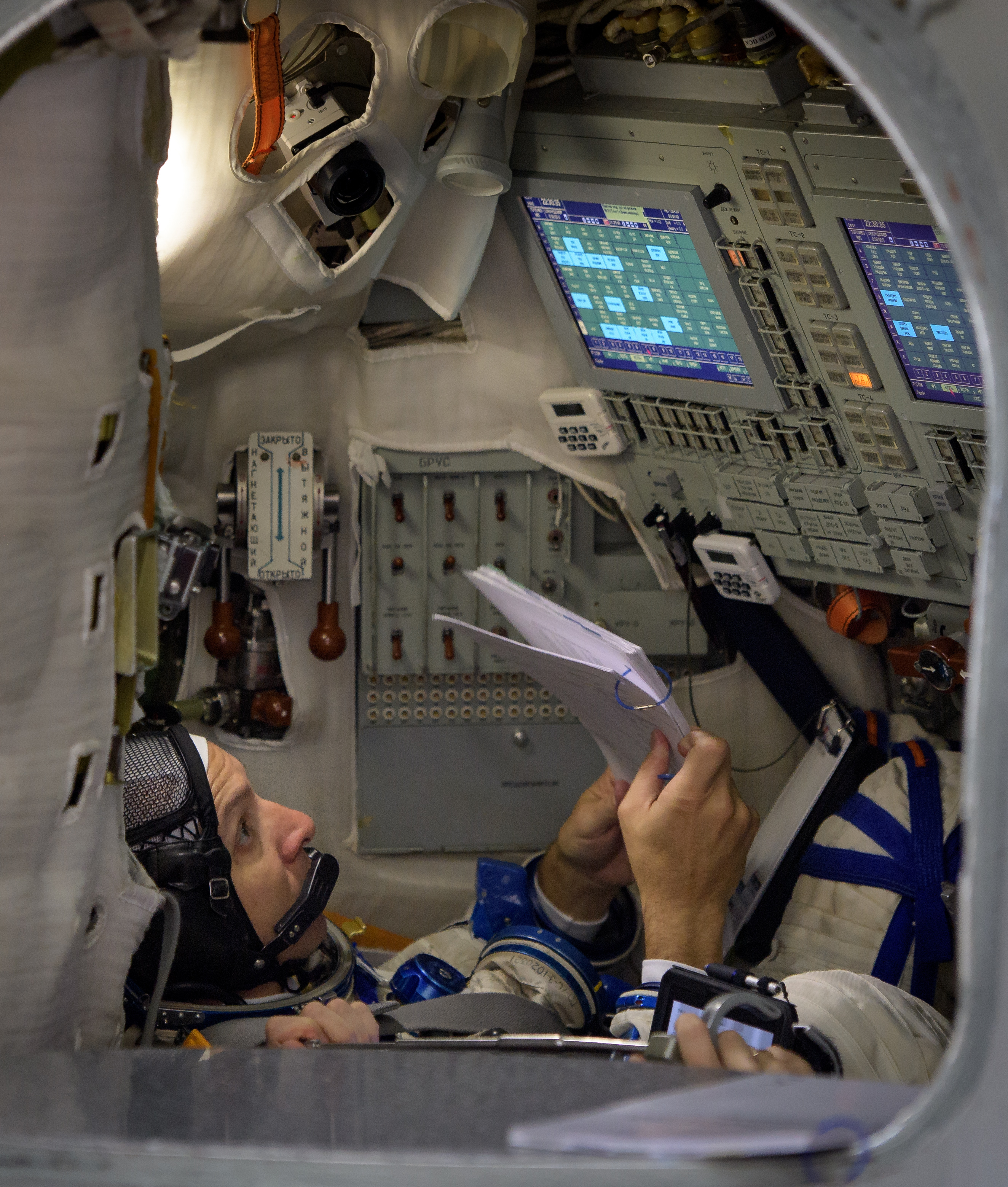
Randy Bresnik no simulador da MS-05 na Cidade das Estrelas.
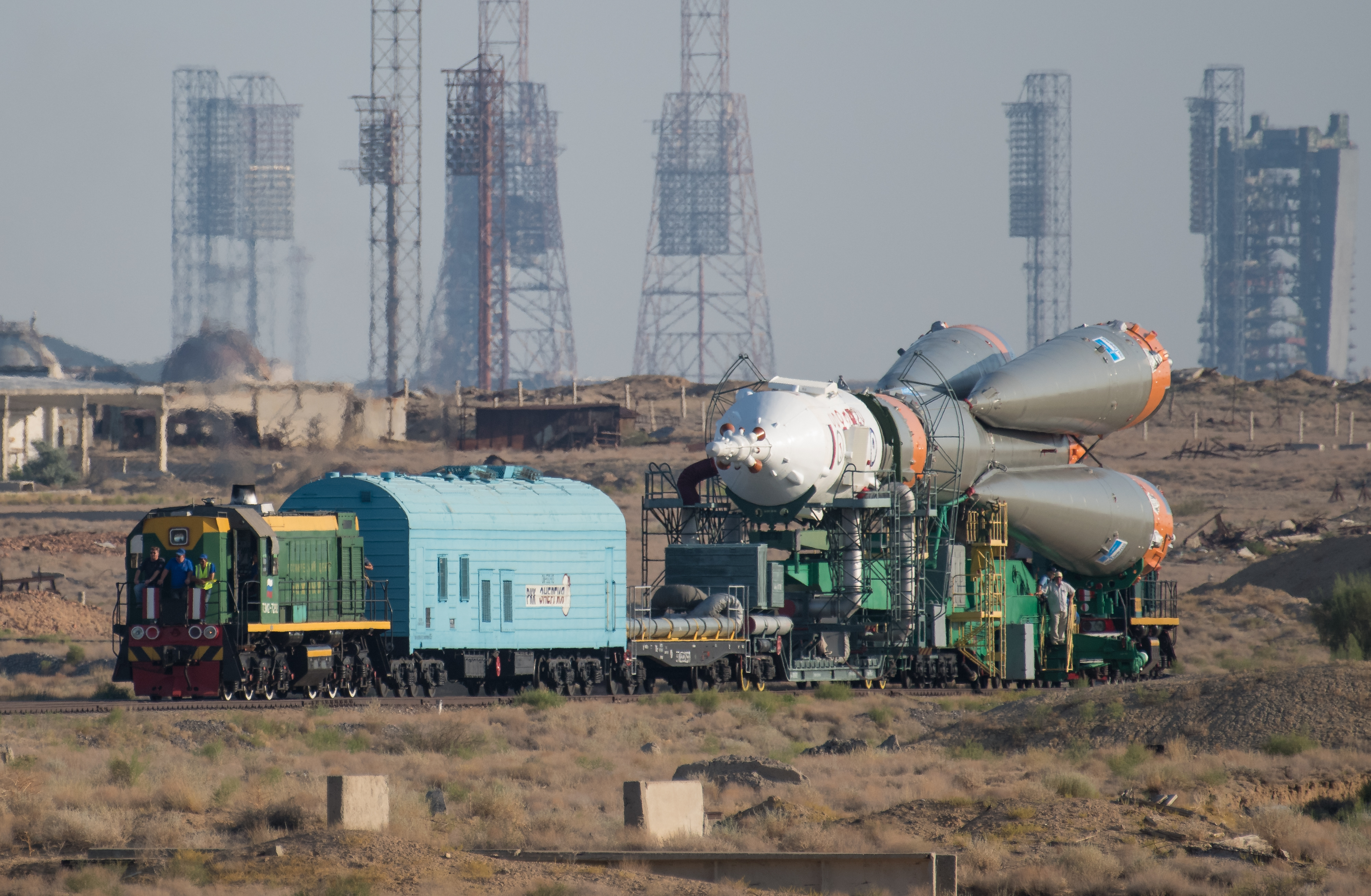
A MS-05 sendo transportada para a rampa de lançamento.
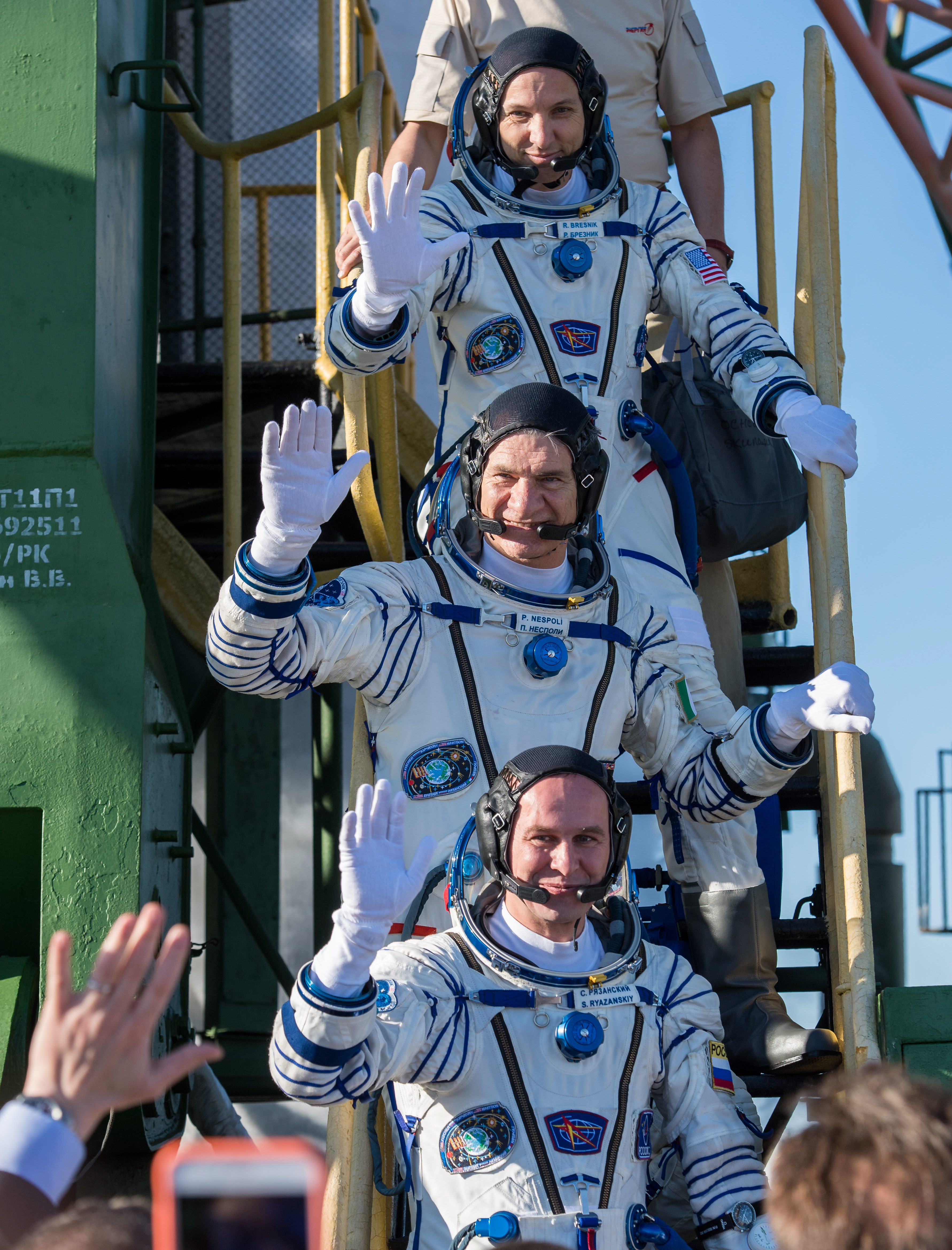
A tripulação embarcando na base de lançamento.
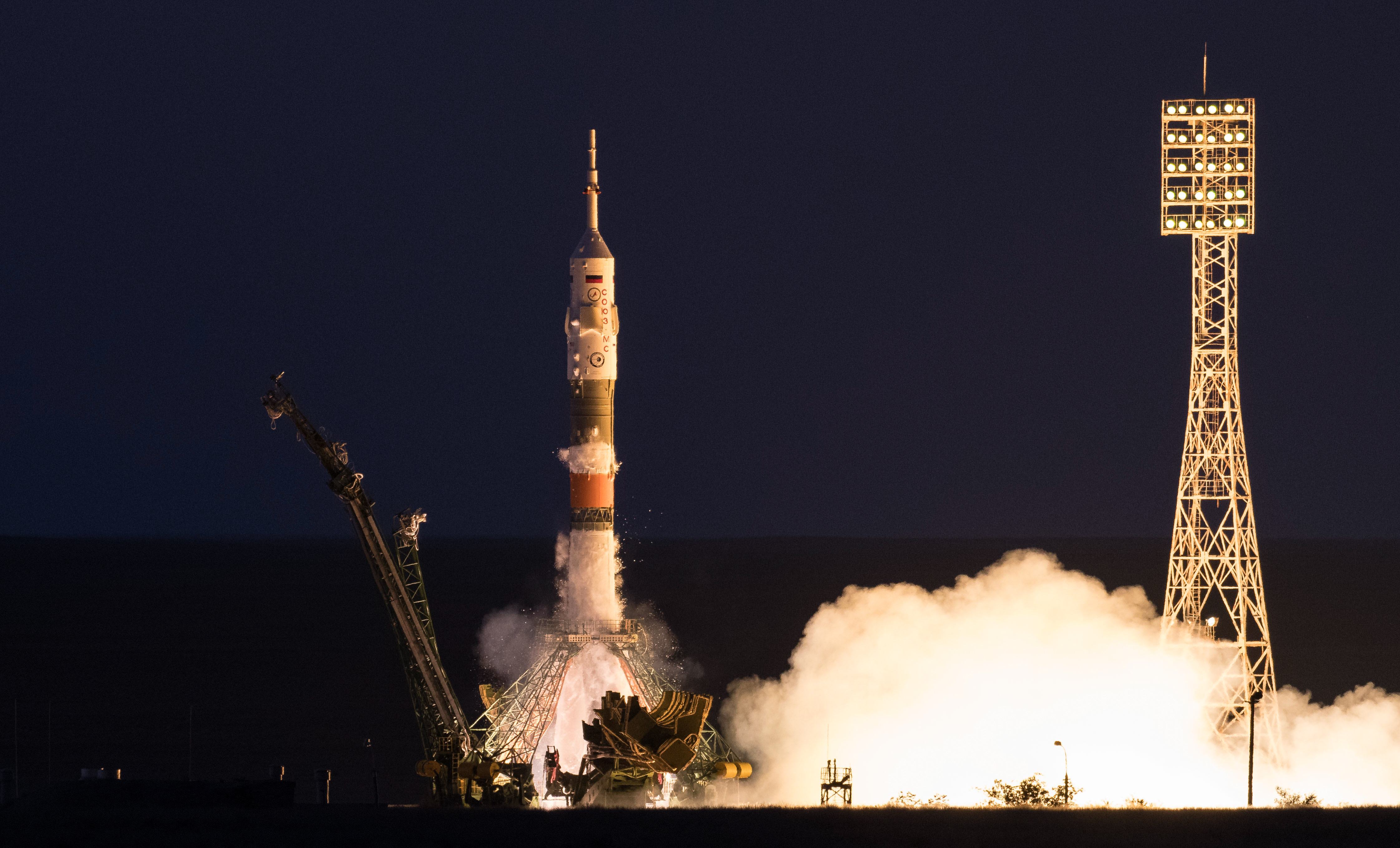
Lançamento em Baikonur.
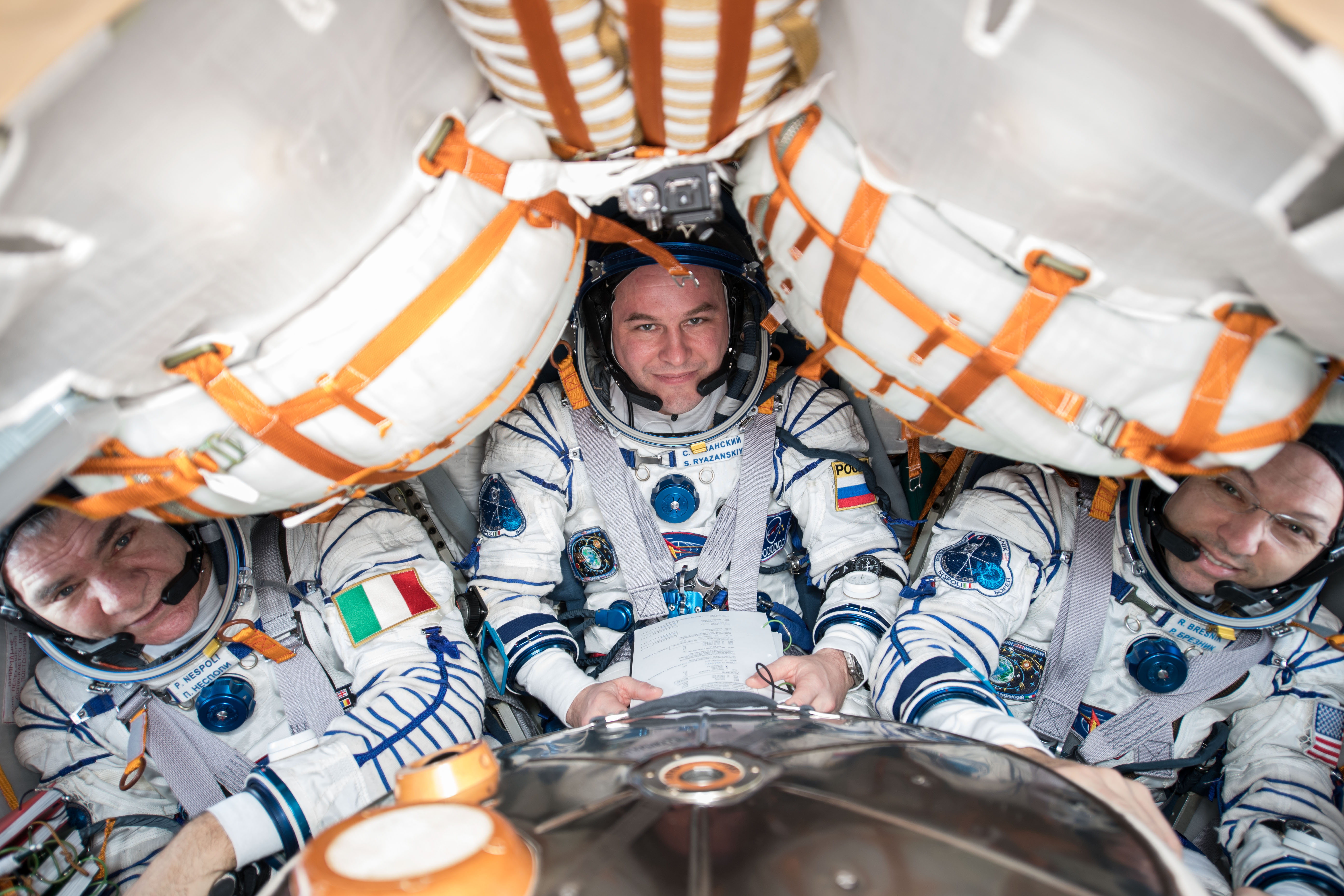
A tripulação dentro da nave preparada para a viagem de retorno.
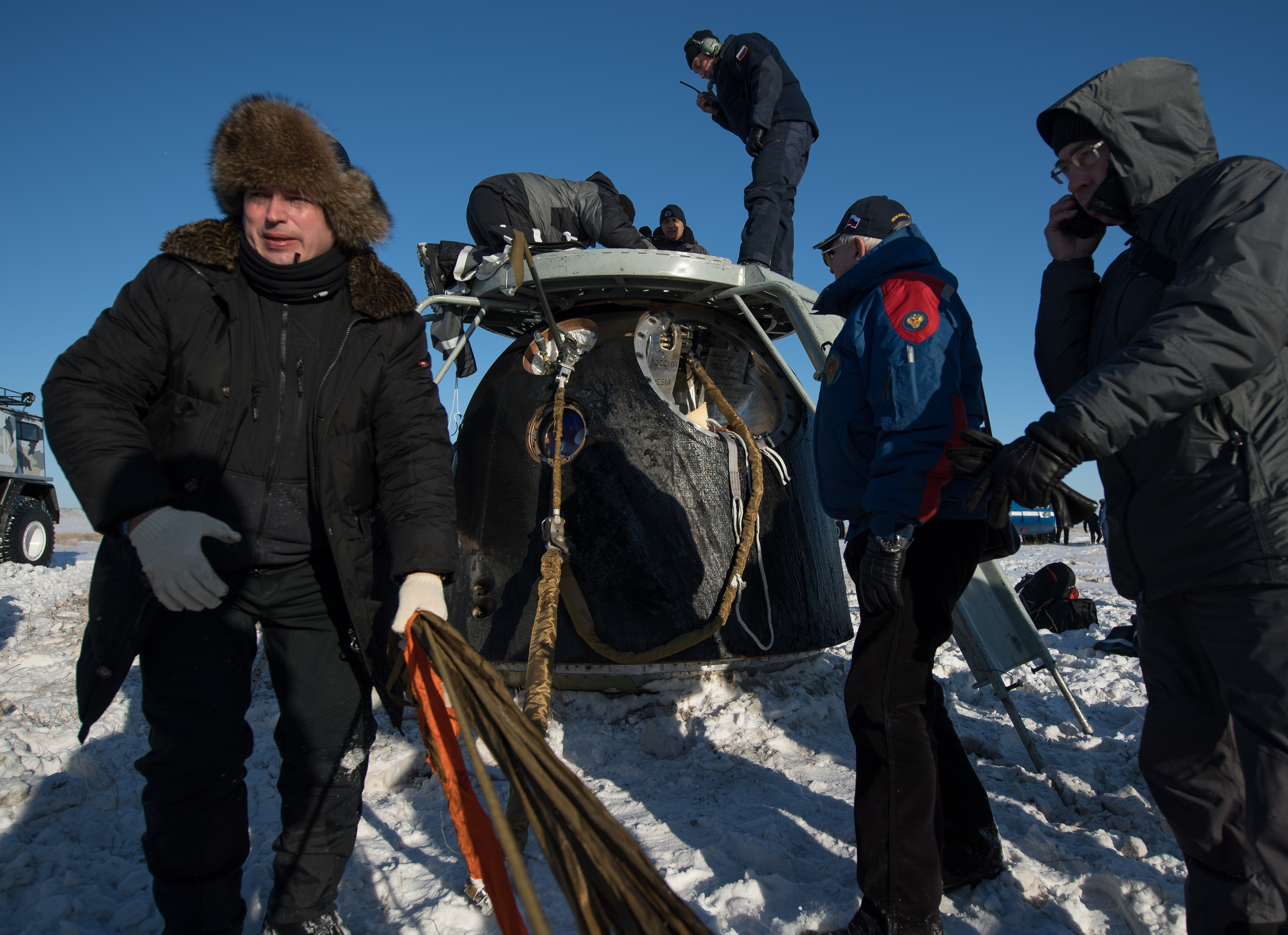
A cápsula sendo aberta pela equipe de terra após o pouso.